# Pinyols
Pinyols és una masia de Torà (Solsonès) inclosa a l'Inventari del Patrimoni Arquitectònic de Catalunya.

## Situació
La masia està situada a l'extrem nord-est del municipi, als plans que coronen les espesses obagues del marge esquerre de la rasa o riera de Llanera. Queda al sud del castell de Llanera, just al costat de la masia de Carbonells.
Per anar-hi cal agafar el trencall a l'esquerra (N) (senyalitzat) que hi ha a la carretera de Torà a Ardèvol, aproximadament a 8,7 km. des de Fontanet, ja en terme de Pinós (41° 51′ 4.41″ N, 1° 30′ 24.21″ E / 41.8512250°N,1.5067250°E). Als 1,1 km.(41° 51′ 31.83″ N, 1° 30′ 13.05″ E / 41.8588417°N,1.5036250°E) es deixa la pista que porta al Castell de Llanera i l'Hostal Nou i s'avança cap a la masia de Soldevila, a l'esquerre, en terme de Torà. Immediatament després de dues granges es gira cap a la dreta i se segueix la pista principal que, primer en direcció nord i després cap a ponent ens portarà a les masies de Carbonells i Pinyols, en aquest ordre.

## Descripció
Edifici de quatre façanes i tres plantes.

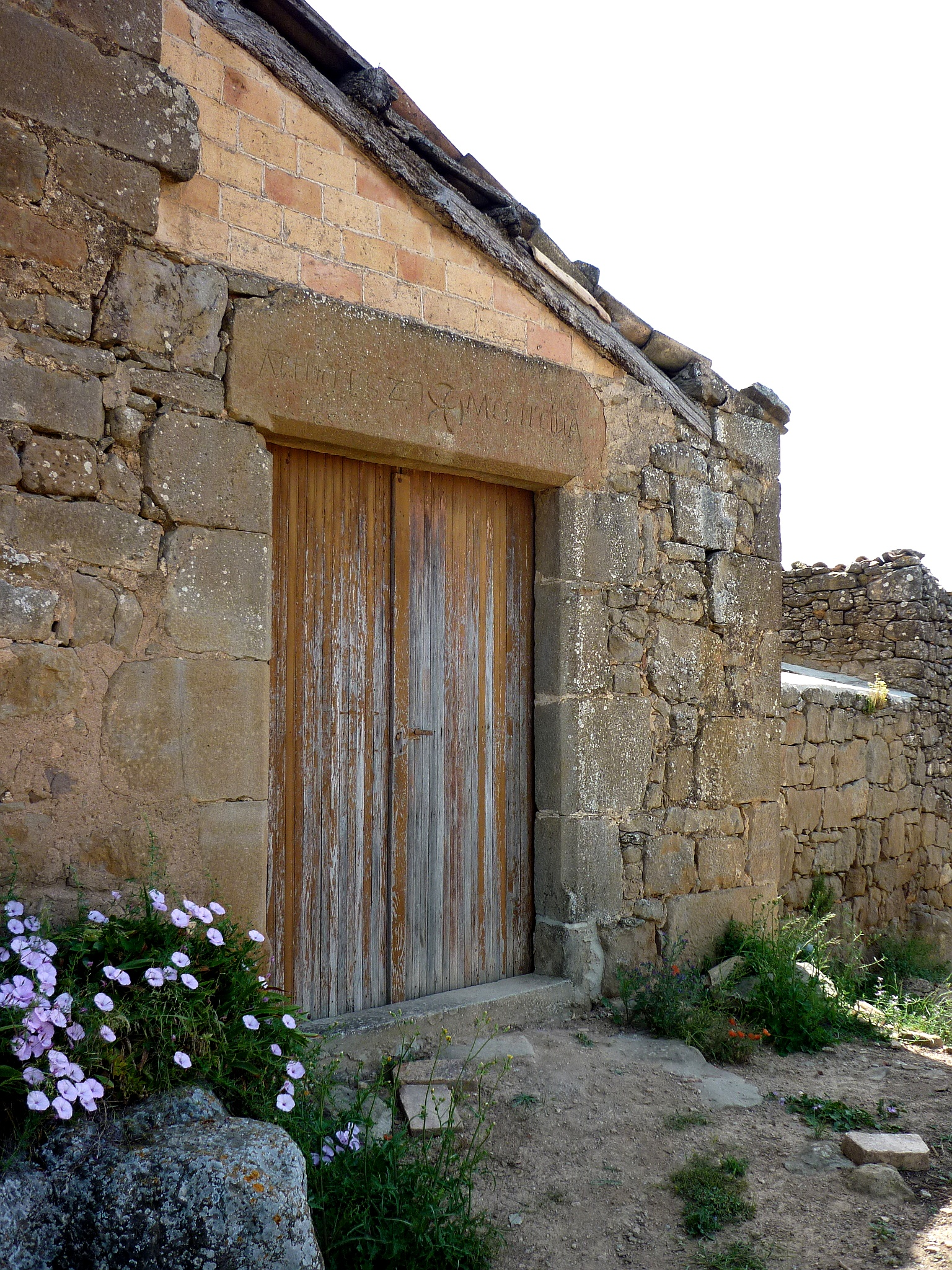
Llinda amb inscripció

Es tracta d'una antiga casa rural (1661) que ha estat reformada i ampliada. Té un portal d'accés que configura un baluard davant la casa. Aquest portal a la llinda de pedra hi ha una inscripció. La façana principal (sud), a la planta baixa hi ha porta d'entrada a la casa en arc de mig punt, en la clau de l'arc hi ha una petita incisió a la pedra en tall decoratiu. A la banda esquerra té una petita obertura a tall d'espitllera. A la planta següent i sobre la porta, hi ha una finestra, ara tapiada, a la llinda de pedra té una incisió que dibuixa una petita creu. A la part central hi ha una doble finestra en maó i llinda de pedra. A la darrera planta hi ha una finestra.
A la façana oest, hi ha una petita espitllera a la part inferior. A la segona planta hi ha una sortida d'aigua. Hi ha dues finestres amb llinda de pedra i ampit. A la darrera planta, hi ha tres petites obertures.
A la façana nord, a la planta baixa hi ha dues petites obertures. A la planta següent, hi ha dues finestres, la de la dreta amb llinda de pedra i ampit. A la darrera planta, hi ha una petita obertura.
La coberta és de dos vessants (est-oest), acabada amb teules.
El portal d'accés configura un espai en part cobert. A una sola vessant i cobert en planxes d'uralita. Dona a un petit pati interior, descobert, davant la casa, amb diversos coberts annexats, un d'ells duu la data de 1661 a la llinda. Els camps de cereals i la zona boscosa caracteritzen l'entorn immediat.

## Història
La datació aproximada se situa el 1661 però possiblement ja existia una edificació medieval anterior.